# Елементи-домішки
Елеме́нти-до́мішки (рос.элементы-примеси, англ. admixture elements; нім. Fremdelemente n pl) — другорядні компоненти гірських порід, руд і мінералів, які ізоморфно замінюють основні компоненти або представлені мікровиділеннями самостійних мінералів. При низькому (менше 1 %) і надзвичайно низькому вмісті (соті, тисячні частки % і менше) можуть мати промислове значення і рентабельно попутно вилучатися з головних рудних мінералів, при технологічному переділі покращувати або погіршувати якість сировини або виділятися в самостійні концентрати при збагаченні.
Попутні корисні компоненти: Rb — в калієвих, Ga — в алюмінієвих, цинкових, Та — в олов'яних, ніобієвих мінералах тощо.
Вміст і співвідношення елементів-домішок або їх ізотопів використовуються також як пошукові і генетичні індикатори процесів мінерало- і рудоутворення. Зональний розподіл елементів-домішок в рудних тілах і навколорудних ореолах дозволяє визначити рівень ерозійного зрізу і напрям пошуків прихованого зруденіння.